# Depuis le jour
Depuis le jour, en español "Desde el día", es la septuagésima tercera encíclica del papa León XIII, datada el 8 de septiembre de 1899 y dirigida al episcopado de Francia, en la que trata sobre la formación de los sacerdotes.  

## Contexto histórico
León XIII había prestado durante su pontificado especial atención a la situación de la Iglesia en Francia, ya en la Nobilissima Gallorum gens, del 8 de febrero de 1884, el papa había pedido a los obispos y fieles que defendieran la libertad de la Iglesia, al tiempo que trabajaban por el bien común de la nación. La relación Iglesia-Estado fue también objeto de la encíclica Au milieu des sollicitudes, del 16 de febrero de 1892; en ella animó a los católicos a aceptar la constitución republicana, sin perjuicio de que, a través de los cauces que proporcionaba la república, procurasen modificar aquellos aspectos de la legislación que considerasen perjudiciales para su vida cristiana.
Las elecciones francesas de 1899 desencadenaron una nueva oleada de anticlericalismo, lejana de la moderación republicana en que se situaba la encíclica de 1892. En esta situación, la nueva encíclica del papa, deja de lado los problemas que puede ocasionar ese anticlericalismo, y exhorta al epicopado francés a que cuiden especialmente la formación de los sacerdotes, de la que dependerá la salud espiritual del pueblo cristiano.

## Contenido de la encíclica
Depuis le jour où Nous avons été élevé à la chaire pontificale, la France a été constamment l’objet de Notre sollicitude et de Notre affection toute particulière. C’est chez elle, en effet, que, dans le cours des siècles, mû par les insondables desseins de sa miséricorde sur le monde, Dieu a choisi de préférence les hommes apostoliques destinés à prêcher la vraie foi jusqu’aux confins du globe, et à porter la lumière de l’Evangile aux nations encore plongées dans les ténèbres du paganisme.
Desde el día en que fuimos elevados a la sede pontificia, Francia ha sido constantemente objeto de nuestra particular preocupación y afecto. Es aquí, en efecto, donde, a lo largo de los siglos, movido por los designios insondables de su misericordia sobre el mundo, Dios ha elegido preferentemente a hombres apostólicos destinados a predicar la verdadera fe hasta los confines del globo y a llevar la luz de el Evangelio a las naciones aún sumidas en las tinieblas del paganismo.
Íncipit de Depuis le jour, Depuis le jour, ASS, vol. XXXII, p. 193.

Esa misión, continúa el papa, lleva consigo numerosos deberes, para ayudarles a su cumplimiento ha escrito varias encíclicas que ahora les recuerda y a las que la iglesia en Francia ha respondido lealmente; pero los enemigos de la fe se mantienen activos y tratan de arrancar los principios de la religión del pueblo cristiano. Ante esta situación el papa desea 

alentar los esfuerzos de aquellos de sus hijos que, adheridos al sacerdocio de Jesucristo, trabajan para evangelizar a sus compatriotas, para proteger contra la invasión del naturalismo y la incredulidad, con sus fatales e inevitables consecuencias. Llamados por la voluntad de Dios a ser salvadores del mundo, los sacerdotes deben recordar siempre, y sobre todo, que son, por su misma institución  por Jesucristo, "la sal de la tierra",de lo que San Pablo, escribiendo a su discípulo Timoteo, concluye con razón que deben ser ejemplo de los fieles en sus palabras y en sus relaciones con el prójimo, mediante su caridad, su fe y su pureza."
Depuis le jour, ASS, vol. XXXII, p. 194.

Con esta finalidad la encíclica expone, con cierta amplitud, algunos criterios que, en las circunstancias actuales en Francia, deben tenerse especialmente en cuenta en la formación de los sacerdotes, comenzando por la que los candidatos al sacerdocio han de recibir en lo seminarios.

### Atención de los Seminarios Menores
La encíclica alaba la labor que se desarrolla en muchas diócesis para atender, especialmente en las zonas rurales, a los niños en los que puede prender la vocación al sacerdocio, ayudándoles en los estudios elementales; esas escuelas sacerdotales son como el primer paso para los seminarios menores, que felizmente existen en todas las diócesis francesas. Los responsables de estos centros deben ser conscientes de la importancia de su misión, y cuidar, junto con la formación en las ciencias humanas, la formación en el espíritu y en las virtudes sacerdotales. Es necesario que, en la formación científica, se tengan en cuenta los programas que fija el Estado; pero al mismo tiempo esos estudios han de ser fieles a los métodos tradicionales de siglos pasados: así, el estudio de la literatura que permite desarrollar las semillas de la vida intelectual y moral. Especial importancia tiene la literatura griega y latina. Aunque los métodos de enseñanza vigentes en los establecimiento oficiales han reducido progresivamente el estudio del latín, debe mantenerse en los seminarios menores, pues es la llave para el acceso a las ciencias sagradas.

### Enseñanza en los Seminarios Mayores
El papa recuerda que, tal como expuso en su encíclica Aeterni Patris, la causa de los males que amenazan a la fe proceden de los errores de las falsas filosofías; por eso, es necesario eliminar en las enseñanzas de los seminarios esos errores, poniendo en práctica los métodos que se recomendaron en aquella encíclica. Por lo demás, aunque en los seminarios, tanto menores como mayores, se debe incluir el estudio de las ciencias físicas y naturales, no es necesario que se expliquen todas sus aplicaciones,

Basta que sus alumnos conozcan con precisión los principios fundamentales y las conclusiones resumidas, para poder resolver las objeciones que los incrédulos sacan de estas ciencias contra las enseñanzas de la revelación. Sobre todo, es importante que, al menos durante dos años, los estudiantes de vuestros Seminarios Mayores estudien con asidua atención la filosofía racional.
Depuis le jour, ASS, vol. XXXII, p. 200.

La encíclica repasa a continuación las materias que han de ser objeto de estudio en los seminarios: la Teología dogmática y la Teología moral, la Sagrada Escritura, la Historia Eclesiástica y el Derecho Canónico, que son las ciencias propias del sacerdote y cuyo estudio, iniciado en el seminario mayor, debe continuar durante el resto de la vida. Aclara, además, que la teología no se limita a proponer las verdades que han de creerse, sino que profundiza en ellas, muestra su racionalidad, las explica y desarrolla proporcionando así argumentos para su defesa y para la propagación de la fe. Por esto, Sixto V, refiriéndose a la teología escolástica, la llama don del cielo y pide que se mantenga.
Para este estudio de la teología, la encíclica recomienda expresamente: la Summa Theologica  de Santo Tomás de Aquino y el Catecismo Romano,  dedicado a los sacerdotes con encargos pastorales (denominado por esto, Catechismus ad parochos ). Para el estudio de la Sagrada Escritura, remite a las enseñanzas de su encíclica Providentissimus Deus , que han de darse a conocer a los seminaristas, advirtiéndoles de las tendencias cuya interpretación acaban negando su inspiración y carácter sobrenatural; en este sentido los exégetas deben mantenerse al tanto de los progresos de la crítica que respeta los principios sancionados en esta materia por los Padres y los Concilios, y renovados en nuestros días por el Concilio Vaticano.
El estudio de la historia de la Iglesia debe tener presente su origen divino, que contiene un conjunto de hechos dogmáticos en los que no se puede dudar; además, no debe ocultar nada de las pruebas que han supuesto para la Esposa de Cristo las faltas de sus hijos, e incluso a veces de sus ministros. El clclo de los estudios que han de hacer los candidatos al sacerdocio incluye el derecho canúnico, como ciencia de las leyes y la jurisprudencia de la Iglesia..
Como resumen de estas orientaciones relativas a los seminarios, el papa recuerda:

estas palabras de San Pablo, que recomendamos a la meditación frecuente de los maestros y alumnos de vuestros ateneos eclesiásticos: "Oh Timoteo, guarda con cuidado el depósito que ha que os ha sido confiado, huye de las nuevas palabras profanas y de las objeciones que se cubren con el falso nombre de ciencia, porque todos los que la profesan se han extraviado en cuanto a la fe."
Depuis le jour, ASS, vol. XXXII, pp. 203-204.

### Labor de los sacerdotes
Tras alabar la labor que realizan los sacerdotes y, en especial, el modo en que tratan de llevar a la práctica las enseñanzas de la Rerum Novarum, el papa quiere llamarles la atención sobre algunos principios fundamentales que han de respetar para que su acción sea verdaderamente fecunda. Ate todo, es necesario que el celo sacerdotal esté acompañado de discreción, rectitud y pureza. Esta discreción para elegir los medios que han de ponerse en cada caso es esencial en los tiempos turbulentos que atraviesa la sociedad, pues medios excelentes en sí mismos pueden dar resultados desafortunados: Este inconveniente se evitará si procuran ajustarse al orden establecido por la autoridad y las reglas de la disciplina. Recuerda el papa en este sentido las palabras de San Ignacio de Antioquía al clero de la iglesia primitiva:

Obedezcan todos a su Obispo como Jesucristo obedeció a su Padre. Nada hagan fuera de su obispo en lo que concierne al servicio de la Iglesia; y así como Nuestro Señor no ha hecho nada excepto en estrecha unión con su Padre, así vosotros, sacerdotes, no hagáis nada sin vuestro obispo. Todos los miembros del cuerpo sacerdotal han de estar  unidos, así como en el arpa están unidas todas las cuerdas del instrumento.
Depuis le jour, ASS, vol. XXXII, pp. 205-206.

La iglesia, sicut castrorum acies ordinata, como un ejército en orden de batalla, necesita de la unidad, el papa hace notar, cómo se unen entre sí los enemigos de Dios y de la Iglesia para atacarla, esa misma unidad es la que necesitan los cristianos para hacer frente a esos ataques y vencer en la batalla que presentan. Por lo demás, la garantía de éxito en la labor que realizan los sacerdotes está en la pureza y santidad de vida; el sacerdote ha de ser sal de la tierra, por esto en la sociedad que le rodea debe mantener la modestia, la gravedad y la santidad en su comportamiento y en sus palabras, no dejándose invadir por la vanidad del mundo, y evitando caminar fuera del camino correcto.
El papa, recuerda la advertencia que debió hacer a los católicos norteamericanos contra las tendencias innovadoras de sustituir los principios consagrados por la enseñanza de la Iglesia,  por máximas o reglas de vida moral más o menos impregnadas de este naturalismo que, hoy en día, tiende a penetrar por todas partes. Ante esa situación

hemos proclamado en voz alta que, lejos de repudiar y rechazar en bloque los progresos realizados en los tiempos actuales, queríamos acoger de buen grado todo lo que pueda aumentar el patrimonio. de la ciencia o generalizar aún más las condiciones de prosperidad pública. Pero tuvimos cuidado de añadir que este progreso no podría servir eficazmente a la causa del bien, si dejamos de lado la sabia autoridad de la Iglesia.
Depuis le jour, ASS, vol. XXXII, pp. 209-210.

### Consejos finales
Concluyendo la carta el papa quiere aplicar al clero francés lo que siendo obispo de Perrugia escribió a los sacerdotes de su diócesis en la carta pastoral del 19 de julio de 1856, recogiendo textualmente parte de su contenido; en esos textos glosa las cuatro máximas que San Pablo dio a su discípulo Tito: "in omnibus teipsum praebe exemplum bonorum operum, in doctrina, in integritate, in gravitate, verbum sanum, irreprensible": habéis de dar el ejemplo de las buenas obras, animadas por la caridad y la prudencia, una vida de trabajo y sacrificio; firmes en la doctrina, con inegridad de vida, con una conducta llena de gravedad, esto  es seria, llena de criterio y de tacto.
El papa finaliza la encíclica, mostrando su confianza en que el clero francés acogerá filialmente las indicaciones y consejos que les da; recordándoles al mismo tiempo, los beneficios que resultarán para la Iglesia y la sociedad de su labor sacerdotal; y la necesidad de esa labor en los difíciles tiempos que atraviesa el pueblo francés. Con esa confianza imparte a los obispos, al clero y a todos los católicos franceses la bendición apostólica.